# Sam Ourt
Santiago Jeremys Ortega Albornoz (Maracaibo, 14 de septiembre del 2000), conocido artísticamente como Sam Ourt, es un productor musical y compositor venezolano de Música Electrónica, según DJ Mag Latinoamerica "Sam Ourt se ha convertido en uno de los grandes referentes de Venezuela en la movida electrónica". 

## Vida Personal
Santiago Ortega nació en el Maracaibo, municipio del estado Zulia. En el año 2000, a sus 11 meses se mudó a Los Teques, allí vivió con su padre Darío Ortega, y su madre Luzmery Albornoz, y su hermana mayor Genesis Ortega, mientras sus padres estaban cursando sus estudios en la Universidad hasta el año 2005, para luego mudarse a Valencia.
A la edad de tres años, comenzó a explorar su pasión por la música al aprender a tocar la batería, lo que le permitió participar en pequeños eventos musicales locales. 
A los siete años, ingresó al conservatorio musical de Carabobo, donde amplió sus conocimientos y habilidades. Durante este tiempo, también formó parte de corales que interpretaban villancicos navideños venezolanos en su escuela, grupo que estuvo liderado por su madre quien era profesora de música en el colegio donde estudió, lo que enriqueció su experiencia musical. Sus padres, reconociendo su talento y entusiasmo, lo inscribieron en diversas escuelas de arte y pintura, lo que se convirtió en un pilar fundamental para su desarrollo e interés artístico. Creció en un hogar repleto de instrumentos musicales, y a los doce años ya había dominado varios de ellos de manera autodidacta, incluyendo la guitarra, el teclado, el bajo, la armónica y el cuatro.
Desde una edad temprana, desarrolló una profunda fascinación por la música electrónica y la cultura europea, influenciado por reconocidos artistas como Diplo, David Guetta, Tiësto, Pitbull y Avicii. A los 13 años, gracias a un amigo, descubrió el software de producción musical FL Studio, lo que le permitió explorar su deseo de fusionar los diversos instrumentos que había aprendido a tocar. Comenzó a componer sus primeras canciones en géneros como Hip Hop, Electrónica y Progressive House. En 2014, inició su trayectoria musical en la plataforma SoundCloud bajo el seudónimo Santi24kb, aunque posteriormente decidió cambiarlo a Sam Ourt, buscando un nombre que reflejara una imagen más seria y profesional.
Sam en el año 2022, contrajo matrimonio en la Laguna de Mucubají, Mérida con Marianabel Kanzler, quien es una reconocida diseñadora gráfica UX/UI líder en proyectos como CLX Samsung Icons, Revista del Domingo, proveniente de Colonia tovar, estado Aragua. 

## Carrera Musical
Proveniente de una familia con raíces indígenas Guajira, Añú y Wayu, la vida de Sam ha estado profundamente influenciada por la música, gracias a la herencia musical de sus padres, quienes son músicos de música folclórica venezolana, y en su casa tenían constantemente música todo el día en distintos estilos, desde Rock de Nirvana, Oasis, Hip Hop de Dr. Dre, Snoop Dogg, música latina de Vico C, Rubén Blades hasta Gaita Zuliana de Ricardo Cepeda entre otros.
Sam Ourt comenzó a desarrollar su sonido distintivo durante un periodo de dos años, y en 2017 a sus 17 años de edad lanzó oficialmente su proyecto musical. Desde entonces, ha logrado establecerse como uno de los productores más respetados en las industrias musicales de América Latina y Europa. Su música ha sido respaldada por reconocidos sellos discográficos, incluyendo Spinnin' Records, Warner Music, Sony Music y NoCopyrightSounds, acumulando más de 200 millones de reproducciones en diversas plataformas digitales.
A lo largo de su carrera, con más de 50 lanzamientos, Sam Ourt ha recibido el apoyo de artistas destacados en el ámbito de la música electrónica, como David Guetta, Hardwell, Armin Van Buuren, Gordo, Don Diablo, Firebeatz, Laidback Luke, Fedde Le Grand, Bingo Players y Blasterjaxx, entre otros. Esta validación por parte de figuras prominentes de la industria ha contribuido a su creciente popularidad y reconocimiento, consolidándolo como una figura influyente en el panorama actual de la música electrónica y latina. 

## Influencias y Estilo
El estilo musical de Sam Ourt está marcado por la fusión de elementos de la música electrónica con influencias de la música folclórica venezolana, anteriormente melódica con sonidos electrónicos extravagantes, reflejando su herencia cultural. Su capacidad para combinar ritmos latinos con sonidos contemporáneos ha sido clave en su ascenso en la industria. Anteriormente se especializó en Future House, el cual fue evolucionando hasta alcanzar su sonido actual, Tech House / Afro House

## Reconocimientos
Sam Ourt tiene el galardón del primer venezolano en la historia en Hexagon HQ, sello discográfico del reconocido DJ Holandés Don Diablo,con su lanzamiento "Seeking Colors" junto a Aeden, además de ser de los primeros latinoamericanos en sacar música con Nocopyright Sounds, con más de 5 lanzamientos el día de hoy. Su música continúa resonando en diversas plataformas, así como apariciones en eventos como People Choice Awards en la alfombra roja de México, junto a PLLWS y Braulio Garza presentando su canción "Qué Más Da" en el año 2021, posicionándolo como un referente en el ámbito de la música electrónica y una voz emergente de la nueva generación de productores musicales, Siendo nominado en múltiples ocasiones a los Premios Pepsi Music en Venezuela, en el año 2021 y 2022, en la categoría Mejor artista música electrónica / Electro House, y artista del año Música electrónica / Electro House. Además de ser artista exclusivo del DAW, Fl Studio, del cual es embajador.